# Benešův mlýn (Tužín)
Benešův mlýn (Dolení) v obci Tužín v okrese Jičín je vodní mlýn, který stojí na jižním okraji obce na Tužínském potoce.

## Historie
Mlýn dal roku 1627 Albrecht z Valdštejna do majetku kartuziánům. Později se dostal do vlastnictví Jana Beneše, který v roce 1932 přistavěl pekárnu a žitný chléb rozvážel do okolí.
Mlýn je po rekonstrukci a slouží k rekreaci potomků původního majitele, opraven byl i rybníček.

## Popis
Voda na vodní kolo vedla náhonem z potoka přes rybníček, kde tvořila zásobu. Dochovalo se torzo obyčejného složení (mlýnská hranice, část hřídele vodního kola a paleční kolo) a výroba elektrické energie.